# Fürstenberg (Lichtenfels)
Fürstenberg (bis zur Eingemeindung Fürstenberg in Waldeck) ist eine Gemeinde mit historischen Stadtrechten am Übergang der bis 490 m erreichenden Hochfläche der Höhnscheid zur Waldeckischen Schweiz im hessischen Landkreis Waldeck-Frankenberg. Die ehemals kleinste Stadt Waldecks ist heute Ortsteil der 1971 gegründeten Sammelgemeinde Lichtenfels.

## Geographische Lage
Fürstenberg liegt etwa 11 km südsüdwestlich der Kreisstadt Korbach. Der Edersee ist nach Ostnordosten nur 4 km entfernt, seine Staumauer steht knapp 16 km (je Luftlinie) östlich. Westlich vorbei am Dorf fließt der Heimbach; in der Nähe von dessen Mündung in die Orke steht das Schloss Reckenberg.

## Geschichte

### Überblick
Nach einer Sage ließ Karl der Große im Zusammenhang mit den Sachsenkriegen im Jahr 772 westlich des heutigen Fürstenberg einen heidnischen heiligen Hain zerstören und an seiner Stelle eine Taufkirche errichten, die so genannte Forsten- oder Fürstenkirche. Später entstand hier die Siedlung Forstenhagen. Diese wurde mit Gründung der Stadt Fürstenberg um 1240 aufgegeben. Im Jahr 1254 wurde Fürstenberg zum ersten Mal als Stadt bezeichnet. Ab 1267 gehörte sie zum Fürstentum Waldeck. Die Fürstenkirche verfiel und wurde schon 1410 als Ruine vermerkt. Heute sind nur noch bewachsene Schutthaufen inmitten eines Wäldchens zu sehen.
Die direkt in der Stadt gelegene Michaelskirche stammt ursprünglich aus dem 12. Jahrhundert. Im Mittelalter hatte Fürstenberg als schwer einnehmbare, mit Mauern und Gräben gesicherte Festung an der Südgrenze von Waldeck eine gewisse strategischen Bedeutung. In der Stadt brach im 16. Jahrhundert die Pest aus und im Dreißigjährigen Krieg – im Jahr 1630 – wurde Fürstenberg beschossen und die Michaelskirche zerstört. Sie wurde in den folgenden Jahren wiederaufgebaut, zunächst nur provisorisch.
Fürstenberg war einst die kleinste Stadt Waldecks und Hessens. Reste der alten Stadtmauer sind im historischen Ortskern noch erkennbar.
Im Jahr 2007 nahm Fürstenberg am Wettbewerb Dolles Dorf teil.

### Igelsage und Igelfest
Viele alte Geschichten und Sagen ranken sich um das kleine Städtchen. Eine davon ist die Igelsage, nach der Fürstenberg auch den Namen „Igelstadt“ erhalten hat. Ein Igel soll den Grafen Heinrich von Waldeck vor einem Sturz von einer Klippe in einen Abgrund bewahrt haben, weil sein Pferd vor dem Igel scheute. Für den Dienst, den ihm der Igel erwiesen hatte, verlieh der Graf der Ortschaft „Vorsteburg“ die Stadtrechte und einen silbernen Kelch, der beim Igelfest als Ausschank herumgereicht wird. Bis heute wird am Montag vor Pfingsten in Fürstenberg das Igelfest gefeiert.

### Neugliederung
Am 1. Oktober 1971 bildeten Fürstenberg und sieben weitere Gemeinden die neue Stadt Lichtenfels.

### Ortsname
Vor dem Zusammenschluss mit anderen Städten und Gemeinden zur Großgemeinde Lichtenfels hieß Fürstenberg amtlich Fürstenberg in Waldeck oder kurz Fürstenberg i. W. zur Unterscheidung von dem in der Nähe gelegenen Fürstenberg (Westfalen) und anderen Fürstenbergs. Neben der amtlichen existierten einige weitere Schreibweisen, wie Fürstenberg/Waldeck oder Fürstenberg (Waldeck). Die Schreibweisen mit Namenszusatz sind heute noch gelegentlich gebräuchlich.

## Politik

### Ortsbeirat
Fürstenberg verfügt als Ortsbezirk über einen Ortsbeirat, bestehend aus fünf Mitgliedern, dessen Vorsitzender ein Ortsvorsteher ist.

### Wappen und Flagge
|                              | Historisches Wappen |
| Wappen der Stadt Fürstenberg | Blasonierung: „In Silber aus einem unterhalben achtstrahligen schwarzen Stern wachsend ein Heiliger (hl. Johannes der Täufer) im Fellgewand, mit der Linken auf eine goldene Scheibe in der Rechten weisend, darin ein silbernes Osterlamm mit silberner Kreuzfahne.“ |
| Wappen der Stadt Fürstenberg | Wappenbegründung: Das älteste Siegel Fürstenbergs stammt aus der Zeit der ersten Erwähnung als Stadt, um 1254, und zeigt den Abt von Corvey, da die Stadt damals vom Kloster Corvey regiert wurde. Als die Stadt im 15. Jahrhundert ein Teil von Waldeck wurde, zeigten die Siegel das Wappen mit dem Schutzpatron von Corvey, dem heiligen Justinius mit einer Flamme, auf dem Waldecker Stern. Das Wappen blieb bis ins 19. Jahrhundert unverändert, als der Heilige durch den örtlichen Schutzheiligen St. Johannes und das heilige Lamm ersetzt wurde. |

Aktuell verwendet die ehemalige Stadt eine neue Darstellung, die von der historischen abweicht, teilweise auch mit einem Igel als Schildhalter (siehe Abschnitt „Igelsage und Igelfest“).
Die nichtamtliche Dorfflagge ist zweigeteilt in Grün und Weiß; das Wappen ist in der Mitte aufgelegt.
Wappen im Vergleich

Wappen nach aktueller Darstellung
Wappen nach aktueller Darstellung mit Schildhalter
Wappen nach alter Darstellung (oben genannte Blasonierung)
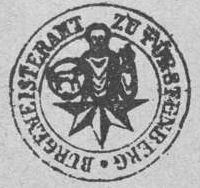
Siegel von 1892

## Persönlichkeiten
- Johann Philipp Wilhelm Bucker(t) (* 27. November 1730 in Fürstenberg; † 21. Oktober 1798 ebenda), Bürgermeister der Stadt Fürstenberg
- Johann Christoph Ludwig Damer (* 14. August 1748 in Fürstenberg; † 7. März 1808 ebenda), Bürgermeister der Stadt Fürstenberg
- Johann Jacob Böhle (* 5. August 1751 in Sachsenberg; † 22. September 1832 ebenda), Bürgermeister der Stadt Fürstenberg und Politiker
- Franz Schaaf (* 4. August 1758 (Taufe) in Fürstenberg; † 25. August 1821 ebenda), Bürgermeister der Stadt Fürstenberg und Abgeordneter im Fürstentum Waldeck
- Heinrich Georg Knipp (* 8. Juni 1763 (Taufe) in Fürstenberg; † 18. September 1842 ebenda), Bürgermeister der Stadt Fürstenberg und Politiker
- Philipp Menckel (* 29. Oktober 1769 in Sachsenberg; † 14. März 1821 ebenda), Bürgermeister der Stadt Fürstenberg und Abgeordneter im Fürstentum Waldeck
- Georg Heinrich Freund (* 14. April 1774 in Fürstenberg; † 24. Januar 1840 ebenda), deutscher Landwirt, Bürgermeister von Fürstenberg und waldeckischer Landstand
- Friedrich Mitze (* 23. September 1775 in Fürstenberg; † 8. Februar 1846 ebenda), Bürgermeister von Fürstenberg und Politiker
- Christian Oberlies (* 24. März 1790 in Fürstenberg; † 2. November 1872 ebenda), Bürgermeister von Fürstenberg und Politiker
- Daniel Hallenberg (* 12. Juni 1793 in Sachsenberg; † 5. September 1874 ebenda), Fuhrmann, Bürgermeister der Stadt Fürstenberg und Politiker
- Johann Philipp Zobel (* 15. Oktober 1794 in Sachsenberg; † 1. September 1840 ebenda), deutscher Postexpediteur, Bürgermeister von Fürstenberg und Politiker
- Ludwig Buckert (* 27. April 1796 in Fürstenberg; † 28. Januar 1855 ebenda), Pfennigmeister, Bürgermeister von Fürstenberg und Politiker
- Henrich Christian Brützel (* 2. Januar 1798 in Fürstenberg; † 7. Dezember 1871 ebenda), Landwirt, Bürgermeister von Fürstenberg und Politiker
- David Freund (* 17. Oktober 1801 in Fürstenberg; † 15. Mai 1880 ebenda), Landwirt, Bürgermeister von Fürstenberg und Politiker
- Adolph Bangert (* 8. Januar 1804 in Sachsenberg; † 17. Januar 1855 ebenda), Fuhrmann, Bürgermeister von Fürstenberg und Politiker
- Victor Schultze (* 1851 in Fürstenberg; † 1937 in Greifswald), evangelisch-lutherischer Theologe, Kirchenhistoriker, Archäologe und Hochschullehrer